# Cerkiew Zmartwychwstania Pańskiego w Kownie
Cerkiew Zmartwychwstania Pańskiego – cerkiew prawosławna w Kownie, w latach 1923–1935 (do momentu wzniesienia soboru Zwiastowania) pełniła funkcję soboru eparchii wileńskiej i litewskiej Rosyjskiego Kościoła Prawosławnego. Obecnie cerkiew pomocnicza parafii Zwiastowania w Kownie.

## Historia
Cerkiew Zmartwychwstania Pańskiego została wzniesiona na terenie ówczesnego cmentarza prawosławnego w 1862 z dobrowolnych ofiar kowieńskich prawosławnych, na działce przekazanej przez władze lokalne. Początkowo pełniła funkcję cerkwi pomocniczej wobec parafialnej cerkwi św. Aleksandra Newskiego. W 1882 dziekan dekanatu kowieńskiego Władimir (Popow) zwrócił się do Świętego Synodu z prośbą o zatwierdzenie powstania przy niej nowej parafii. Prośba ta została pozytywnie rozpatrzona w roku następnym, zaś w 1884 przy cerkwi powstała szkoła. 
W czasie I wojny światowej cerkiew była zamknięta. Po odzyskaniu niepodległości przez Litwę została jedyną świątynią pozostawioną w rękach prawosławnych, pozostałe należące do nich do tej pory obiekty sakralne przekazano katolikom (w 1921 prawosławni uzyskali również cerkiew św. Andrzeja). Regularne nabożeństwa na nowo zaczęto odprawiać od 1918. W 1923 z pieniędzy zebranych wśród wiernych opłacono generalny remont obiektu, który ponownie poświęcił biskup Eleuteriusz (Bogojawleński). 
Wcześniej, w związku z buntem Żeligowskiego i włączeniem Wileńszczyzny w granice II Rzeczypospolitej, 16 września 1921 zdecydowano o formalnym przeniesieniu katedry eparchii wileńskiej i litewskiej do Kowna. Cerkiew Zmartwychwstania Pańskiego, mimo niewielkich rozmiarów, została ogłoszona nowym soborem eparchialnym. W maju 1930 zdecydowano o powiększeniu obiektu, jednak komisja odpowiedzialna za prace ostatecznie nie przeznaczyła do realizacji żadnego z przedłożonych projektów. Zamiast tego w bezpośrednim sąsiedztwie wybudowano  w latach 1932–1935 sobór Zwiastowania, który natychmiast stał się katedrą eparchii wileńskiej i litewskiej. Od tego momentu w cerkwi Zmartwychwstania Pańskiego odbywały się jedynie nabożeństwa w ważniejsze święta. 
W 1947 władze radzieckie zarejestrowały cerkiew jako czynną, jednak nie była ona siedzibą parafii, pozostawała obiektem pomocniczym wobec znajdującego się w bezpośrednim sąsiedztwie soboru Zwiastowania. W latach 1957–1958 została gruntownie odremontowana, jednak w cztery lata później władze zażądały jej zamknięcia, twierdząc, że budynek soboru wystarcza potrzebom parafii. W cerkwi Zmartwychwstania urządzono archiwum. Budynek został zwrócony eparchii wileńskiej i litewskiej w 2000, po remoncie.

## Architektura
Budynek cerkwi wzniesiony jest na planie krzyża greckiego. Wejście do budynku prowadzi przez schody i przedsionek, którego dach dekorowany jest rzędem oślich łuków, ponad którymi wznosi się niewielka cebulasta kopuła. Dzwonnica cerkwi wznosi się ponad nawą, także dekorowana jest rzędem oślich łuków i zwieńczona kopułą z krzyżem. Wszystkie okna w budynku są półkoliste. Prezbiterium, najszersza część budowli, posiada na bocznych ścianach po parze półkolistych okien oraz kopułę. 
W czasie, gdy cerkiew nie pełniła funkcji sakralnych, straciła niemal całe swoje oryginalne wyposażenie. Obecnie w jej wnętrzu znajduje się tylko jedna ikona oraz zabytkowy żyrandol.

## Galeria

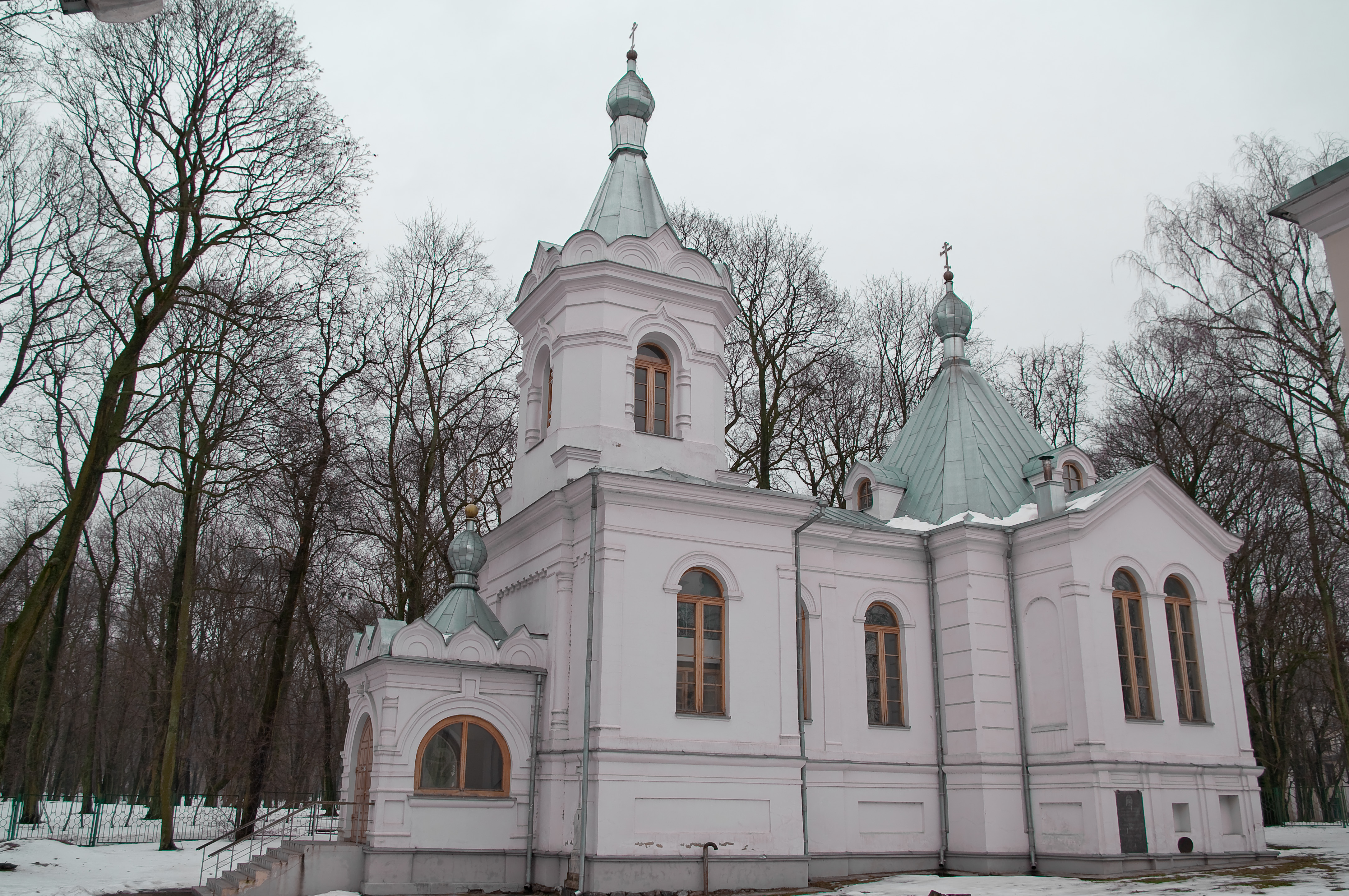
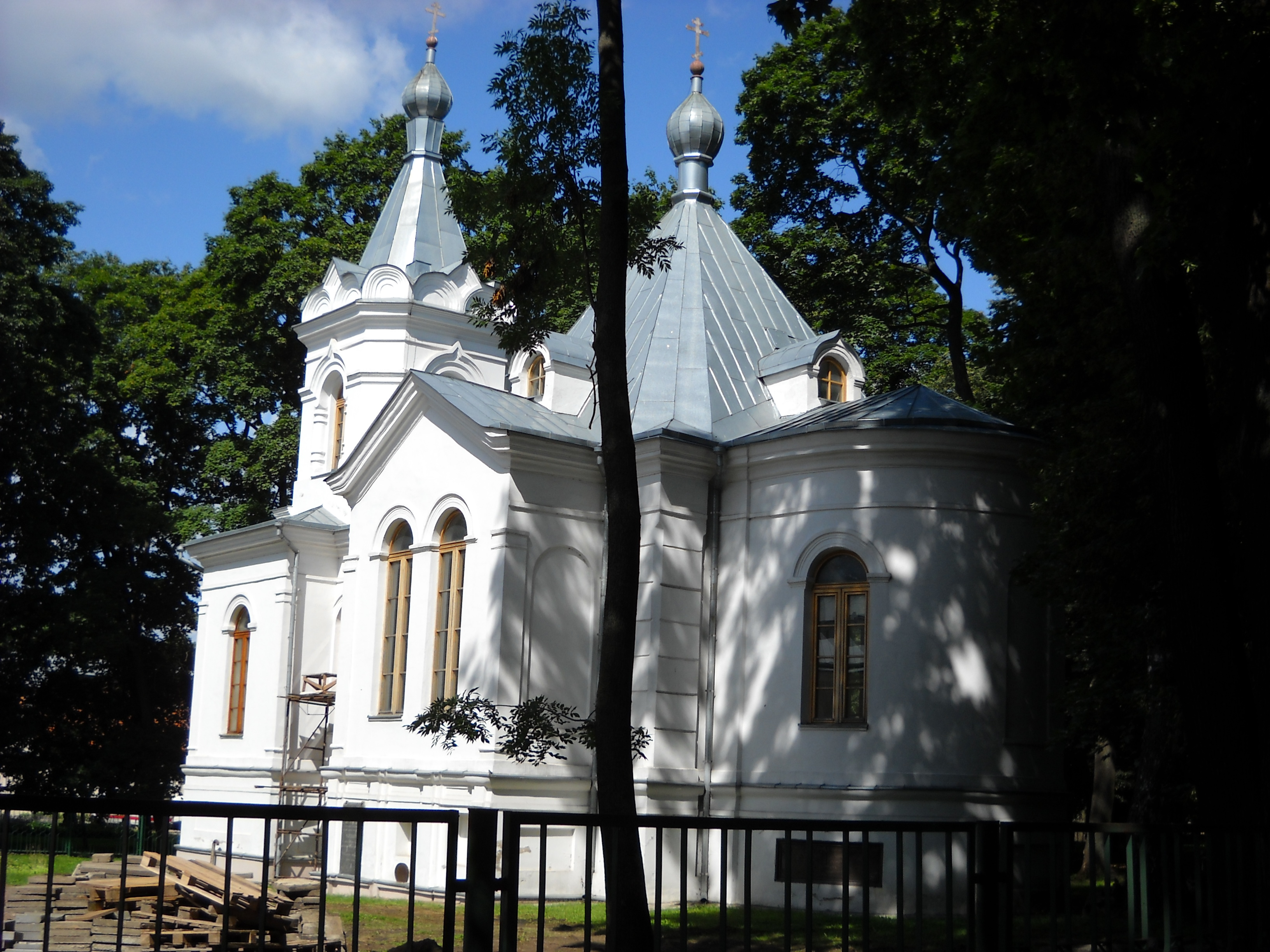
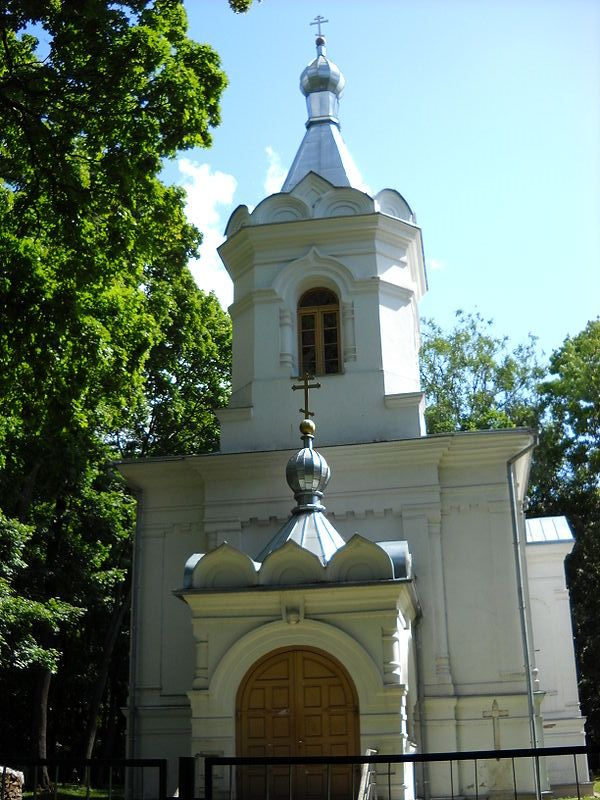